# 헨드릭 페르부르트
헨드릭 프렌스 페르부르트(네덜란드어: Hendrik Frensch Verwoerd, 1901년 9월 8일~1966년 9월 6일)는 남아프리카 공화국(1961년 이전에는 남아프리카 연방)의 제 7대 수상으로서, 1958년부터 1966년 그가 암살당하기 전까지 수상을 지내었다. 그는 남아프리카 공화국의 인종 분리 정책이었던 아파르트헤이트를 계획하고 실시한 사람으로 알려져 있다.
그는 1960년 국민투표를 통하여 보어인들의 오랜 꿈이었던 영연방 군주국에서 백인 공화국으로의 체제 이행의 신임을 받았고, 1961년 남아프리카 연방은 공화국이 되어 남아프리카 공화국으로 변하였으며, ANC 등의 여러 흑인 단체들이 불법화되었다. 그가 암살당한 이후, 남아프리카 공화국의 많은 거리와 건물들이 페르부르트라는 이름으로 개명되었는데, 대표적인 시설로는 오렌지 자유국주의 페르부르트 댐과 프리토리아의 H.F. 페르부르트 아카데믹 병원, 포트 엘리자베스의 H.F.페르부르트 공항 등이 있었다. 하지만 아파르트헤이트가 종결되면서 페르부르트의 이름은 공공기물에 붙이기는 적합하지 않다고 판단, 삭제되었다.

## 어린 시절
페르부르트는 네덜란드에서 태어났다. 그는 안예 스트리크와 빌헬무스 페르부르트 부부의 둘째 아이였고, 린데르트라는 형과 루시라는 여동생이 있었다. 그의 아버지는 상점 경비인이었는데, 굉장히 독실한 기독교 신자였다. 페르부르트의 가족은 1903년 남아프리카로 이주하기로 하였는데, 아버지가 보어 전쟁에서 패전하여 영국의 식민지 주민으로 살아야 하는 보어인들에게 연민을 가졌기 때문이다. 1913년 그의 가족은 남로디지아의 불라와요로 이주하였고, 그곳에서 페르부르트는 네덜란드 개혁 교회의 선교사 보조로 일하였다. 페르부르트는 밀턴 고등학교에 다니면서 베이트 장학금을 받으며 공부했으나, 그의 가족이 남아프리카 오렌지 자유주의 브렌드포트로 다시 돌아가면서 그만두어야 했다. 그는 스텔렌보스 대학교 신학과를 들어갔으나 중간에 철학과와 심리학과로 바꾸었다. 그는 장학금을 받아 옥스포드 대학교로 유학을 갔고, 1925년에는 독일로 가서 사회 진화론에 대해서 공부하였다.

## 남아프리카로의 귀환
페르부르트는 그의 아내와 같이 1928년에 다시 남아프리카로 귀환했는데, 그는 스텔렌보스 대학교에서 심리학과에서 교편을 잡앗고, 6년 뒤에는 사회학 교수로 임명되었다. 대공황기에 그는 가난한 남아프리카 백인들과 같이 사회활동을 하였으며, 그는 여러 위원회에서 일하며 1937년에는 남아프리카 국민당의 재건에 힘을 쏟기 시작했다.

## 남아프리카 정부에서의 활동
제 2차세계대전이 끝나고 1948년 5월 26일의 총선에서 남아프리카 국민당은 얀 스뮈츠가 이끄는 연합당에 대하여 승리를 거두었다. 국민당 당수였던 다니엘 말란은 당시 수상이었던 얀 스뮈츠 후임으로 임명되었으며, 스뮈츠는 그가 출마하였던 지역구의 의석을 잃었다. 여러 가지 국민당의 아프리카너 민족주의적 정책이 실시되었으며, 페르부르트는 1950년에 말란에 의해 원주민 문제 담당 장관으로 임명되어 1958년에 수상으로 선출되었을 때까지 재직하였다.

## 수상 당선
당시 수상이었던 다니엘 말란은 1953년에 정계 은퇴를 선언했고, N.C.하펜가, T.E. 됭게스, 그리고 페르부르트가 주요한 후계자로 지목되었다. 그리고 가장 영향력이 세었던 J.G.스트레이돔은 수상으로 지명되었다.
페르부르트는 아프리카너들에게 그의 정책을 펼침으로서 그들에게 큰 지지를 받았고, 1958년 총선에서 스트레이돔이 수상이 된지 2달만에 병으로 급사하자 당시 남아프리카 연방의 총독이었던 어런스트 얀센에 의해 수상으로 지명되어 내각을 구성하게 되었다.

## 아파르트헤이트 정책
헨드릭 페르부르트는 흔히 사람들에게 아파르트헤이트의 건설자라고 불리는데, 그는 원주민 문제 담당 장관과 수상을 지내면서 그는 아파르트헤이트를 "흑인과 백인 간의 좋은 이웃 관계"를 형성하기 위한 정책이라고 주장했다.
아프리카너 민족주의는 모든 정부 정책에 스며들어 있었고, 남아프리카의 경제 성장은 영국에서 멀어지자는 주장에 일조하였다.
페르부르트는 1세기간의 영국에 대한 종속 관계를 참을 수 없는 치욕적인 관계라고 하였으며, 여러 아파르트헤이트 정책을 위한 법도 제정하였는데, 그 대표적 목록으로는 다음과 같다:
- 흑인자치정부촉진법

이 법은 홈랜드 또는 반투스탄이라고 불리는 흑인집단거주지를 남아공에서 분리된 독립국가로 만들고, 흑인들에게 해당 홈랜드안에서 투표권을 부여한다는 내용이었다. 그러나 홈랜드가 사실상 독립한 후에도 경제적 자립이 불가능한 홈랜드에 남아공 정부는 강한 영향을 미쳤다. 국제사회는 홈랜드의 독립을 남아공에 의한 인종차별적 괴뢰국으로 보고 인정하지 않았다.
- 반투투자법인법

이 법은 홈랜드 내부에 고용을 창출하기 위한 법이다.
- 대학교육확장법

이 법은 대학을 흑인, 유색인, 인도인 등 인종집단별로 분리시켰다.
- 유색인 거주 지구법

## 공화국의로의 체제 변경
한편, 1948년 이후 집권 국민당의 장기 목표였던 공화국 설립을 페르부르트는 현실화시켰다. 1960년 1월, 페르부르트는 남아프리카 연방이 연방으로 남을 것인가 공화국으로 체제를 변경할 것인가를 국민 찬반 투표에 부칠 것이라고 발표하였고, 2주 뒤 영국 수상이었던 해롤드 맥밀리언이 남아프리카 연방을 방문하여 의회에서 영국이 더 이상 남아프리카의 소수 백인 지배를 지지하지 않을 것이라고 선언했다.
공화국으로 체제 변경을 더욱 쉽게 하기 위해, 투표 가능 연령이었던 21세에서 18세로 하향 조정함으로써 공화국을 지지하는 젊은 아프리카너들의 표를 끌어들이고 남서아프리카에서도 투표를 실시하여 독일인과 아프리카너들의 표를 받으려고 하였다. 의회의 승인 절차가 이루어짐에 따라 1960년 10월 5일 투표가 실시되었고, 52%가 찬성을 하였으며, 케이프주, 오렌지 자유국주, 트란스발주, 나탈주, 남서아프리카에서 나탈주를 제외하고는 모두 찬성 측이 다수를 점하였다.
1961년 5월 31일을 기하여 남아프리카 공화국으로 체제를 변경하기로 하였는데, 이 이유는 그날이 제2차 보어 전쟁을 종결시킨 베르니이헝 조약이 맺어진 날이기 때문이다. 마지막 남아프리카 연방의 총독이자 취임 당시 엘리자베스 2세에게 충성 선서를 거부한 것으로 유명한 찰스 로버츠 스와르트가 초대 대통령으로 선출되었다.
인도가 영연방 군주국에서 공화국으로 체제를 이행할 때에는 영연방 내에 잔류가 가능했지만, 남아프리카 공화국의 경우에는 영연방에서 축출되었다. 남아프리카 공화국은 그 이후, 영연방 국가 중 수교한 국가가 흑인 대사를 파견하는 것을 거부하였다.

## 암살 미수 사건
1960년 4월 9일, 그는 비트바테르즈란트에서 개최된 남아프리카 연방 건국 50주년을 기념하는 연방 박람회의 개막식에 참가하였는데, 개막식장에서 연설하던 도중 나탈 출신의 백인 농부에 의해 암살당할뻔 하였다. 그는 .22 오토매틱 권총으로 페르부르트에게 두 발의 총알을 쏘았고, 한 발은 그의 오른쪽 뺨을, 다른 한 발은 그의 오른쪽 귀를 스쳐지나갔다. G.M.해리슨 대령이 암살범을 제압하였는데, 암살범은 데이비트 프렛이라는 사람이었고, 그는 페르부르트 정부의 농업 개혁 정책에 불만을 품고 이 일을 계획하였다고 하였다. 그는 정신병 판정을 받고 정신병원에 수감되었는데, 1961년 10월 1일 스스로 블룸폰테인 정신 병원에서 목을 매어 자살하였다.
한편, 페르부르트는 쓰러졌지만 의식은 있었고 급히 프리토리아 병원으로 이송되었다. 2일 뒤 그는 회복되기 시작했고, 5월 29일경에는 다시 일상적인 삶으로 되돌아갈수 있게 되었다.

## 1966년 재선과 암살
1966년에 있었던 총선에서 페르부르트가 이끄는 남아프리카 국민당은 다시 승리하였다. 집권 2기에서 페르부르트의 국민당은 군수산업을 확장하여 자국산 항공기, 소화기, 장갑차, 그리고 핵무기와 생물무기도 개발하려고 하였다. 그가 암살당하기 3일 전에, 그는 레소토의 총리였던 레아부아 조나단과 프리토리아의 유니온 빌딩에서 회담을 가졌고, 남아프리카 공화국과 레소토 양국이 여러 분야에서 협력하기로 결정하였다.
그는 1966년 9월 6일에 케이프타운의 의회에서 암살당했다. 그날 페르부르트 수상은 의회에서 연설하기로 예정되어 있어 오후 2시 15분경에 의사당에 나와 앞자리에 앉아 있었는데, 개회 종이 울리면서 제복을 입은 의회 연락원이 다가왔다. 페르부르트는 연락원에게 말을 하려고 몸을 반쯤 일으켰는데, 그 순간 의회 연락원은 칼을 꺼내어 페르부르트의 가슴을 찔렀다. 그리고 다른 칼을 꺼내 그의 목과 가슴을 두번 찔렀다.
순식간에 일어난 일이라 주위의 의원들은 당황해했으며, 상태가 심각함을 눈치챈 의사 경력이 있는 의원과 의료 요원들이 달려와 인공호흡을 실시하고 병원으로 이송하려고 했으나, 이미 출혈이 심각하여 15분 뒤 그루테 슈어 병원으로 이송 중에 사망하였다. 한편, 범인은 주위 의원들에 의해 제지, 체포당했는데, 다음 날인 9월 7일 케이프타운 경찰 조사로 그의 신분이 밝혀졌다. 그의 이름은 드미트리 차펜다스로, 포르투갈령 동아프리카에서 그리스인 아버지와 모잠비크 출신의 흑백혼혈 어머니 사이에서 태어난 백인이었고, 여러 언어에 능통했으며, 여러 개의 가명을 사용하는 48세의 부랑자로서, 임시로 의사당에 고용되었다고 한다. 그는 체포되었을 당시, 몸 안의 거대한 벌레가 자신에게 "페르부르트를 죽이라"라고 명령했다고 주장했고, 재판에서 "남아프리카 공화국 대통령의 특별감형"을 선고받아 사형 대신 정신병원 수감이 그에게 선고되었다.
페르부르트의 장례식은 1966년 9월 10일 프리토리아에서 거행되었는데, 25만명의 군중들이 운집하여 그의 장례식에 참석하였으며, 그는 유니온 빌딩 앞에 있는 영웅들의 묘소(Hero's Acre)에 안장되었다.
페르부르트가 흘린 피가 묻은 카펫은 2004년까지 의사당 건물에 남아있었다. 노던케이프 주에 있는 오라니아 마을에는 그의 부인이 2001년 죽기 전까지 살았던 집이 있는데, 현재 거기에 페르부르트의 생애가 전시된 역사관이 조성되어 있다.
한편, 미국과 영국 정부 등 서방세계에서는 조의를 표하는 한편, 소비에트 연방에서는 특별한 논평 없이 페르부르트의 사망을 보도하였으며, 아프리카 각국에서 백인이 지배하는 로디지아 정도를 제외하면 케냐에서는 신문 1면에 페르부르트가 인종차별의 원흉이라고 서술한 기사를 개제하였으며, 나이지리아의 라고스에서는 라디오 방송을 들은 시민들이 거리로 뛰쳐나와 할렐루야를 외쳤고, 이집트에서는 카이로 방송을 통하여 인종차별을 내세우는 지도자 하나가 제거된 셈이라고 발표하였다.